# Lycaeides micrargus
Lycaeides micrargus är en fjärilsart som beskrevs av Chapman och Butler. Lycaeides micrargus ingår i släktet Lycaeides och familjen juvelvingar. Inga underarter finns listade i Catalogue of Life.